# 沃考塔鎮區 (明尼蘇達州古德休縣)
沃考塔鎮區（英語：Wacouta Township）是位於美國明尼蘇達州古德休縣的一個行政鎮區。

## 地方資料
沃考塔鎮區的面積為25.34平方千米，當中陸地面積為10.55平方千米，而水域面積為14.79平方千米。根據2020年美國人口普查的數據，當地共有人口377人，而人口密度為每平方千米14.88人。